# Miarole

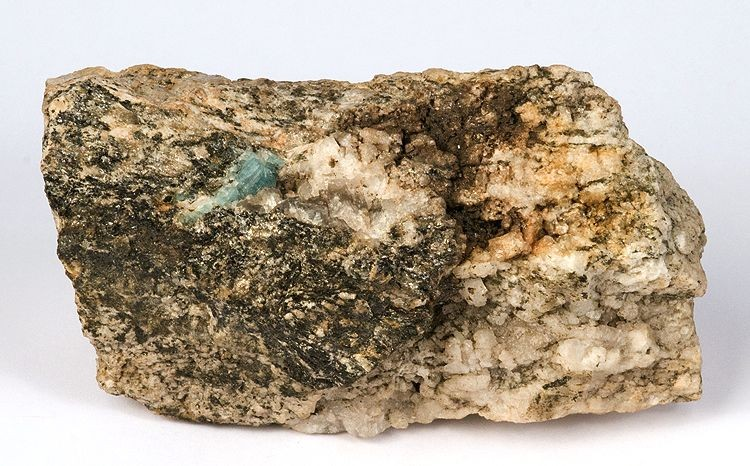
Bazzit (blau), eingewachsen in Granit von der Gjaidtroghöhe, Fleißtal, Kärnten, Österreich (Größe: 8,7 cm × 4,9 cm × 3,6 cm)

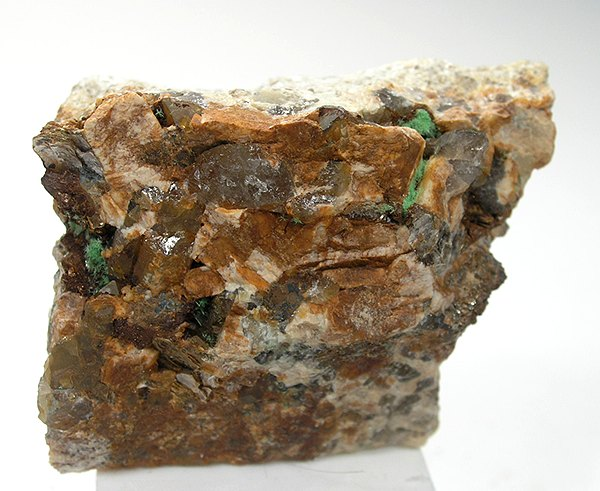
Ulrichit (grün) in den Miarolen eines Granits vom Lake Boga, Victoria, Australien (Größe: 5,3 cm × 4,4 cm × 3,8 cm)

Als Miarole oder auch miarolitischer Hohlraum werden kleine, blasenförmige Hohlräume in magmatischen Gesteinen wie unter anderem Granit und Pegmatit bezeichnet.

## Beschreibung
Gebildet werden diese miarolitischen Hohlräume durch leichtflüchtige Gase, die während der Abkühlphase dem Magma entweichen. Da die Abkühlung an deren Oberfläche schneller voranschreitet, bestehen vor allem die Randzonen von Granit- bzw. Pegmatitkörpern aus einem miarolitischen Gefüge. Meist finden sich gut ausgebildete und idiomorphe Minerale als Drusenfüllung in den Miarolen.
Der Wortursprung liegt im italienischen miarolo und bezeichnet eine lokal vorkommende Granitvarietät mit Hohlräumen bei Baveno am Westufer des Lago Maggiore, die auch Miarolit genannt wurde.